# Taphozous melanopogon philippinensis
Taphozous melanopogon philippinensis är en insektsätande småfladdermus som beskrevs av George Robert Waterhouse (1810–1888) år 1845.
Dess "artnamn" på engelska (Philippine tomb bat) och på tyska (Philippinische Grabfledermaus) betyder "filippinsk gravfladdermus".
Taphozous melanopogon philippinensis är en underart till fladdermusen Taphozous melanopogon, och den ingår i släktet gravfladdermöss (Taphozous) och familjen frisvansade fladdermöss (Emballonuridae).
Denna fladdermus förekommer i Filippinerna.